# Thư viện Công cộng New York
Thư viện Công cộng New York (tiếng Anh: The New York Public Library, viết tắt NYPL) là một trong ba hệ thống thư viện công cộng ở Thành phố New York, và là một trong những thư viện lớn nhất ở Hoa Kỳ. Hai hệ thống kia ở Thành phố New York thuộc về Brooklyn và Queens. Các thư mục trực tuyến của Thư viện được gọi CATNYP khi chỉ đến bốn thư viện nghiên cứu chính, và được gọi LEO khi chỉ đến hàng chục chi nhánh thư viện thuộc hàng xóm.
Trụ sở chính của Thư viện ở Đại lộ 5 là kiệt tác của Carrère và Hastings, một hãng kiến trúc thuộc trường phái Beaux-Arts. Nó được coi là một trong thư viện quan trọng nhất trên thế giới tại vì có (chẳng hạn) một cuốn Kinh Thánh Gutenberg và một cuốn Các nguyên lý toán học của triết học tự nhiên.